# Elias Raymond
Elias Raymond foi um frade dominicano francês, nascido em Toulouse. Foi nomeado Procurador da Ordem, no mandato do Mestre Geral Simon Lingoniensis. A 21 de Fevereiro de 1365 foi nomeado Vigário Geral da Ordem por Urbano V. Com o advento do Cisma do Ocidente, adere ao partido do antipapa Clemente VII. Morreu em Avignon a 31 de Dezembro de 1389.